# Ducati 1199
Ducati 1199 Panigale — спортивний мотоцикл італійської компанії Ducati, презентований 7 листопада 2011 року на міжнародній виставці у Мілані EICMA. Названий на честь маленького промислового містечка Борго Панігале. В 2012 визнаний як Найкращий мотоцикл року.

## Характеристики
На момент випуску, Ducati 1199 Panigale був найпотужнішим двоциліндровим мотоциклом з максимумом 195 к.с. при 10,750 об/хв і 98.1 фунт-фут крутного моменту при 9000 об/хв. За сухої ваги 164 кг/361.5 фунтів (188 кг/415 фунтів споряджена вага), 1199 мав також найвищі відношення потужності до ваги і крутного моменту до ваги серед сучасних мотоциклів. Новий двигун Superquadro з відношенням 1.84:1. У той час коли попередній Дукаті мав ремінні накладні камери, цей двигун клапанного типу і використовує передачі і ланцюги. Двигун служить частиною каркаса, що дозволяє зменшити вагу у порівнянні з іншими подібними моделями.
Максимальна швидкість — 285.8 км/год.

## Нагороди
У 2014-у році «Ducati 1199 Panigale» отримав престижну нагороду «Compasso d’Oro», яка є найавторитетнішою італійською нагородою в області промислового дизайну (вручається один раз у три роки). За всю 60-річну історію нагороди серед понад 300 переможців це став перший випадок, коли перше місце присуджено мотоциклу. Крім «Compasso d’Oro», мотоцикл нагороджений престижною міжнародною нагородою «Red Dot».